# SMS V 44
V 44 – niemiecki niszczyciel z okresu I wojny światowej. Druga jednostka typu V 43. Okręt wyposażony w trzy kotły parowe opalane ropą. Zapas paliwa 296 ton. W 1918 roku internowany w Scapa Flow. Złomowany w 1922 roku.